# سابوتسی آنجیرو
سابوتسی آنجیرو (به لاتین: Sabotsy Anjiro) یک منطقهٔ مسکونی در ماداگاسکار است که در مورامانگا واقع شده‌است. سابوتسی آنجیرو ۱۷٬۴۱۸ نفر جمعیت دارد و ۹۸۳ متر بالاتر از سطح دریا واقع شده‌است.